# Apollon Nikolajewitsch Maikow

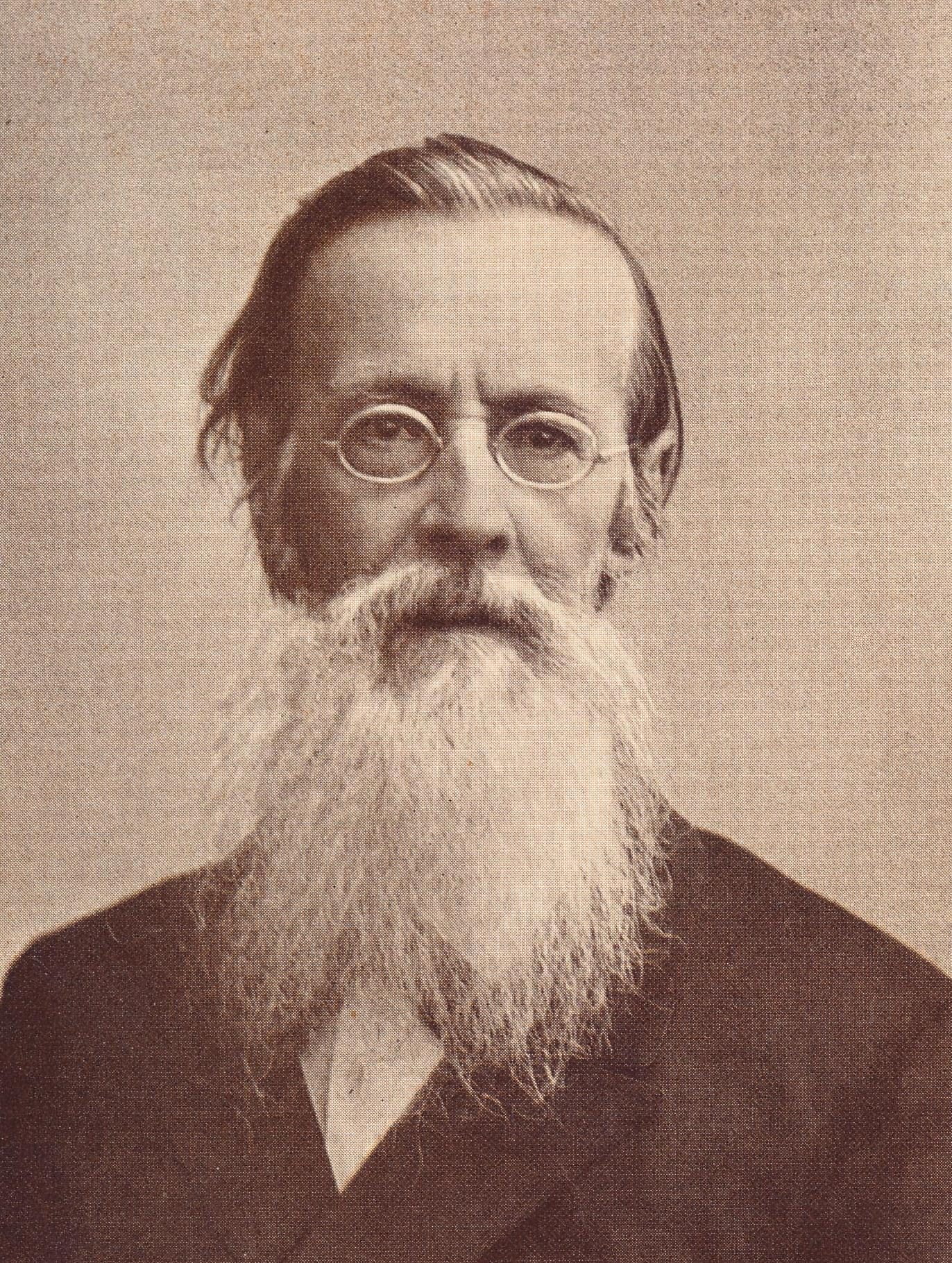
Apollon Nikolajewitsch Maikow

Apollon Nikolajewitsch Maikow (russisch Аполлон Николаевич Майков, wissenschaftliche Transliteration Apollon Nikolaevič Majkov; geboren am 4. Juni 1821 in Moskau; gestorben am 20. März 1897 in Sankt Petersburg) war ein russischer Dichter.

## Biographie
Apollon N. Maikow wurde 1821 in Moskau geboren, er war der Sohn des Malers Nikolai Apollonowitsch Maikow und ein leidenschaftlicher Liebhaber der griechischen und römischen Altertümer. Seine Gedichte sind sehr lebendige Meditationen, Kontemplationen und Erinnerungen, mit denen er sich an historische und spirituelle Momente erinnerte und die durch sprachliche und formale Raffinesse gekennzeichnet waren. Sein dichterisches Schaffen reichte von Beschreibungen russischer Landschaften bis hin zu italienischem und serbischem Ambiente. Die „reine Lyrik“ entwickelte im Laufe seiner Karriere und näherte sich politischen und sozialen Themen, wie den Gedichten für den Krimkrieg (1853–1856) und denen zur Aufhebung der Leibeigenschaft. Er war befreundet mit Dostojewski.

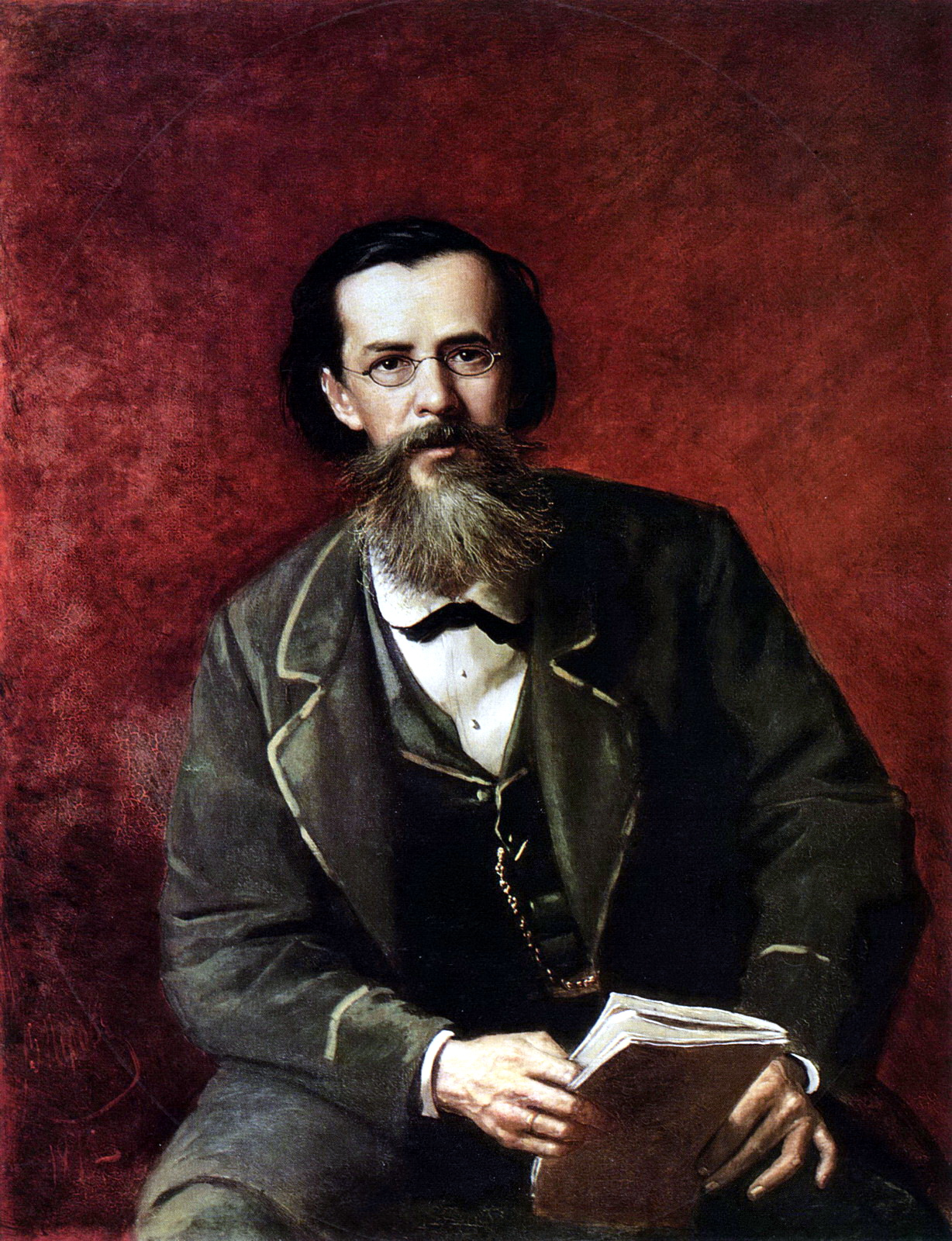
Maikow porträtiert von W. G. Perow (1872)

Viele seiner Dichtungen wurden von namhaften Komponisten vertont, darunter Tschaikowski, Gretschaninow, Rimski-Korsakow, Könemann und Sachnowski. Seine Gedichte fanden Aufnahme in der Bibliothek der Weltliteratur (Chudoschestwennaja literatura).
Er ist auf dem Nowodewitschi-Friedhof in St. Petersburg begraben.

## Werke (Auswahl)
Sammlungen
- Gedichte Apollon Maikows (Стихотворения Аполлона Майкова, 1842)
- Römische Skizzen (Otscherki Rima, 1847)
- Gedichte, 1854 (Stikhotvoreniya, 1854)
- Neapel-Album (Neapolsky albom, 1858)
- Lieder aus dem neuen Griechenland (Pesni novoy Gretsii, 1860)

Dramen
- Drei Tode (Tri smerti, 1857)
- Zwei Welten (Dva mira,  1882)

Hauptgedichte
- Zwei Schicksale (Dve sudby, 1845)
- Maschenka (1846)
- Träume (Sny, 1858)
- Der Wanderer (Strannik, 1867)
- Prinzessin (Knyazhna, 1878)
- Bringilda (1888)